# Васильковое (Новониколаевский район)
Васильковое (укр. Василькове) — село,
Барвиновский сельский совет,
Новониколаевский район,
Запорожская область,
Украина.
Код КОАТУУ — 2323680402. Население по переписи 2001 года составляло 105 человек.

## Географическое положение
Село Васильковое находится на расстоянии в 1,5 км от села Василевское (Ореховский район),
в 4-х км от левого берега реки Верхняя Терса.